# Набат (фильм, 1983)
«Набат» — художественный фильм 1983 года режиссёра Владимира Златоустовского, боевик производства Киностудии им. М. Горького. Фильм в первую очередь был снят как учебное пособие для персонала Аэрофлота и поэтому до начала 1990-х годов в широком прокате не демонстрировался.

## Сюжет
В фильме рассказывается о попытках террористов совершить угон самолёта Ту-134Б.
Первые минуты идёт документация о мерах безопасности, принимаемых «Аэрофлотом» против воздушных террористов. И только затем начинаются титры, а за ними — и сам фильм.
Всё начинается с того, что легкомысленная стюардесса Катя Васильчикова согласилась пронести на борт своего самолёта чемодан, где, по предварительной версии, находились коллекционные коньяки для летящих этим же рейсом молодожёнов Андрея и Тани. Таким образом стюардесса стала непреднамеренной пособницей террористов.
Сюжет фильма близок к боевику с элементами детектива. В фильме показывается, к чему приводит потеря бдительности работниками «Аэрофлота» (особенно преступная неосторожность стюардессы Кати), как надо действовать экипажу в экстремальной ситуации, как докладывать об обстановке на землю, на что обращать внимание при общении с террористами. Здесь и инструкция для пассажиров, а именно — к чему приводят попытки самостоятельно обезвредить угонщиков на примере гибели Валеры и Бориса, решивших не ждать помощи, а действовать самим. Заодно показано, как действуют по плану «Набат» наземные службы. Поскольку это кино в первую очередь предназначалось для лётных экипажей, то им внушалась мысль: не отчаивайтесь, держитесь, земля с вами.

## Судьба самолёта
В фильме снят Ту-134Б, госрегистрация СССР-65716. Эта машина примечательна тем, что это последний серийный экземпляр Ту-134Б (модификация А выпускалась и позднее). Сразу после выпуска самолёт попал в ГосНИИ гражданской авиации, затем некоторое время летал в Баку, после чего находился в Сыктывкаре.

## Критика
Ошибочно бытовало мнение о том, что этот фильм являлся несостоявшимся ответом кинобоевику «Пираты XX века» и что в широкий прокат он не попал по приказу КГБ СССР.
По тем временам фильм был очень дорогим, и съёмки были профинансированы по решению на тот момент министра гражданской авиации СССР Бориса Бугаева.

## В главных ролях
| Актёр            | Роль                                        |
| ---------------- | ------------------------------------------- |
| Владимир Антоник | Андрей Кольцов                              |
| Наталья Варлей   | «Таня» / Ирина Радчук воздушная террористка |
| Вадим Захарченко | главарь террористов                         |
| Виталий Яковлев  | бортинженер Володя                          |
| Степан Старчиков | второй пилот                                |

## В ролях
| Актёр              | Роль                                  |
| ------------------ | ------------------------------------- |
| Игорь Бучко        | командир экипажа                      |
| Елена Антоненко    | Катя Васильчикова бортпроводник       |
| Александр Горбенко | шабашник с Севера                     |
| Тадеуш Касьянов    | командир группы захвата               |
| Пётр Вельяминов    | Василий Кузьмич Петров                |
| Александр Вдовин   | Борис                                 |
| Юрий Гусев         | Иван Семёнович                        |
| Капитолина Ильенко | старушка возле иллюминатора           |
| Владимир Смирнов   | командир антитеррористического отряда |

## Съёмочная группа
- Авторы сценария: Владимир Златоустовский
- Режиссёр-постановщик: Владимир Златоустовский
- Оператор-постановщик: Владимир Липовой, Георгий Козельков
- Композитор: Владимир Давыденко
- Художник: Олег Краморенко